# L'Enchanteresse (film, 1936)
Pour plus de détails, voir Fiche technique et Distribution.

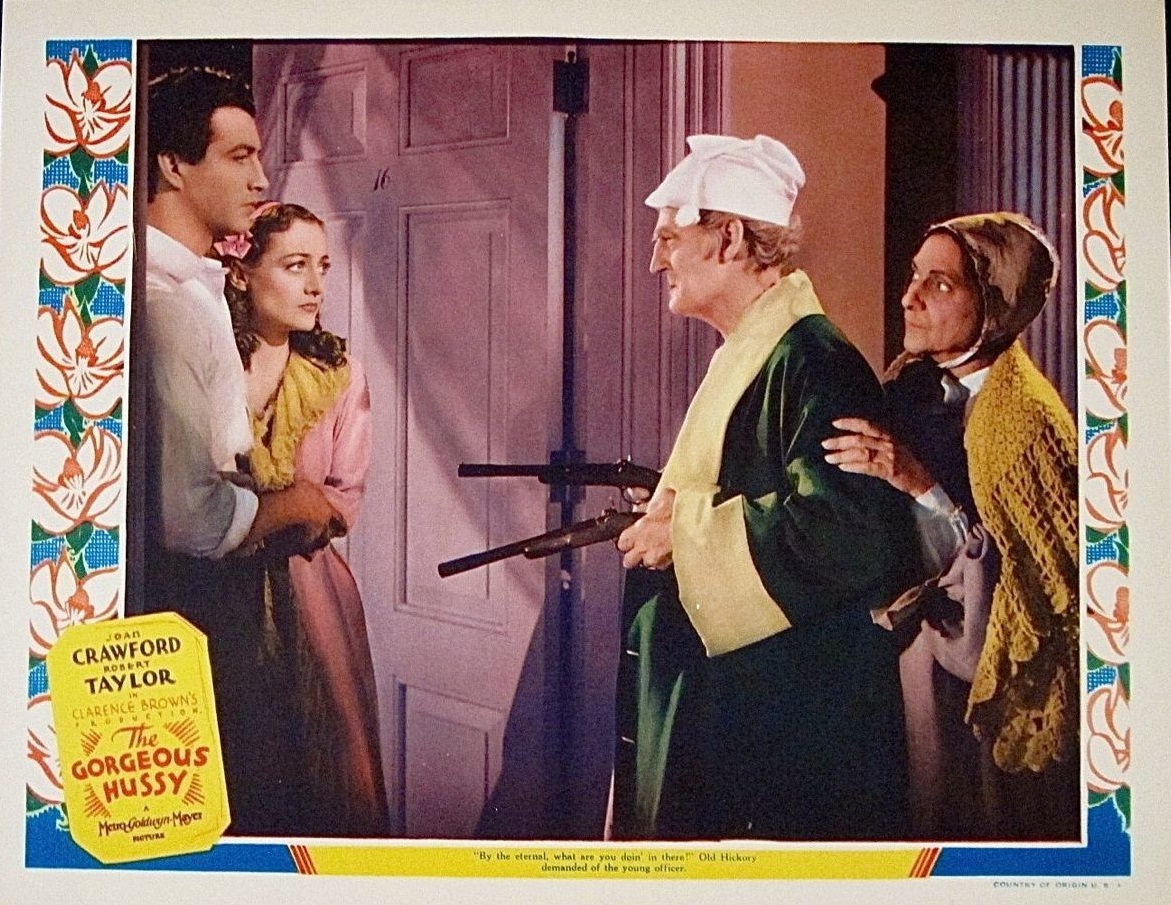
Robert Taylor et Joan Crawford

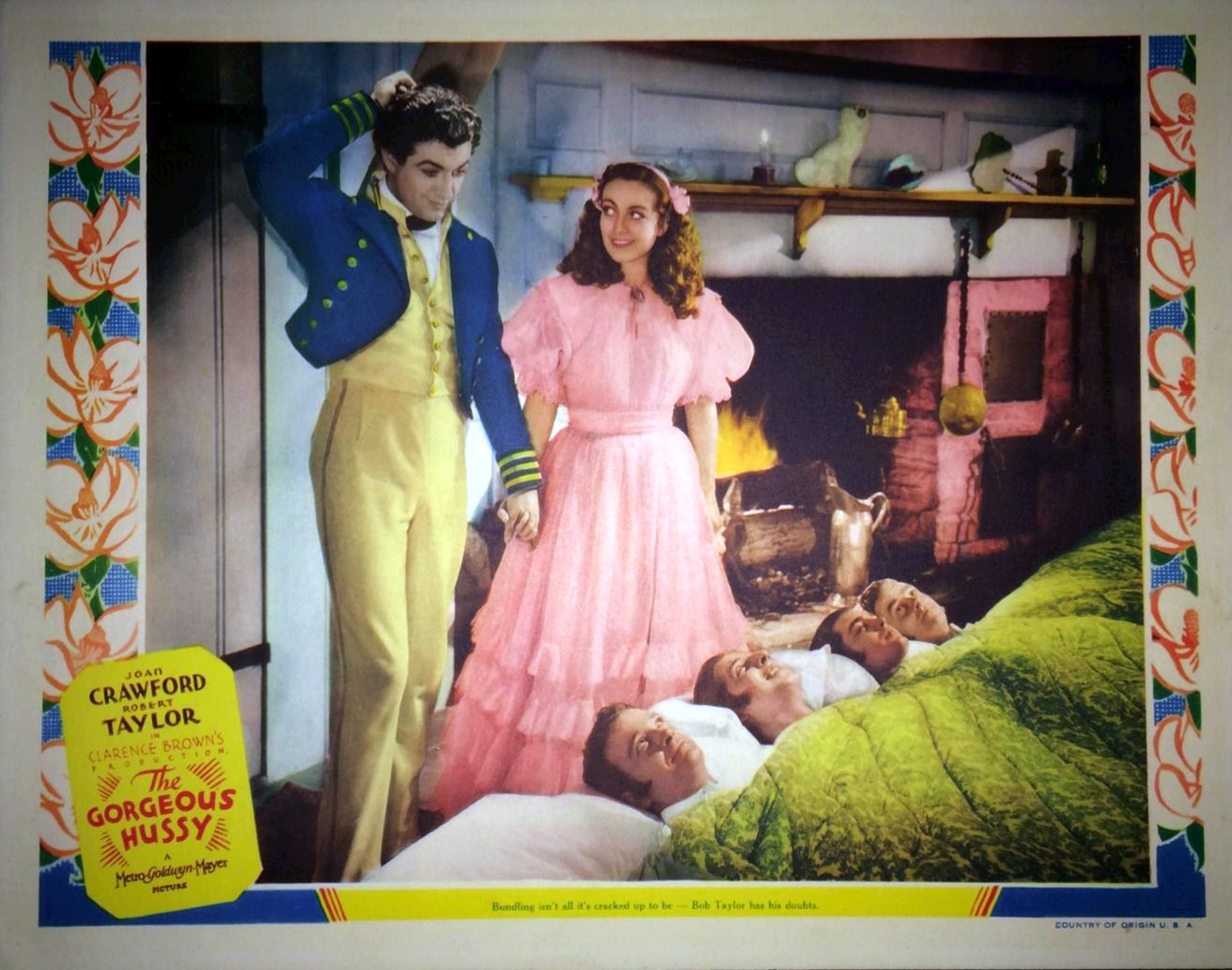
Robert Taylor et Joan Crawford

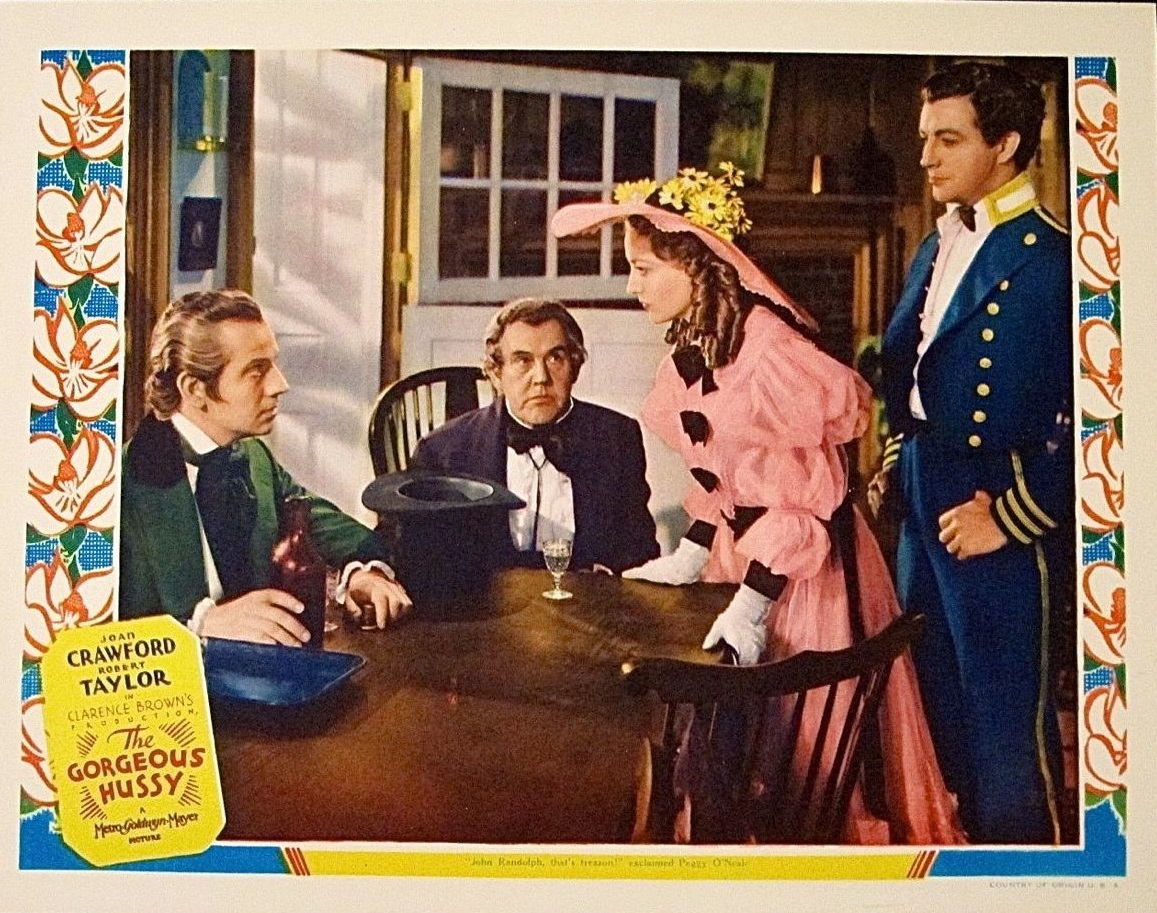
Joan Crawford et Robert Taylor

L'Enchanteresse (The Gorgeous Hussy) est un film américain réalisé par Clarence Brown, sorti en 1936.

## Synopsis
Le film s'appuie sur une reconstitution de l'Affaire Petticoat.

## Fiche technique
- Titre : L'Enchanteresse
- Titre original : The Gorgeous Hussy
- Réalisation : Clarence Brown
- Scénario : Stephen Morehouse Avery et Ainsworth Morgan d'après un roman de Samuel Hopkins Adams
- Production : Clarence Brown et Joseph L. Mankiewicz
- Société de production : MGM
- Musique : Herbert Stothart
- Photographie : George J. Folsey
- Montage : Blanche Sewell
- Direction artistique : Cedric Gibbons
- Décors : Henry Grace
- Costumes : Adrian
- Chorégraphe : Val Raset
- Format : Noir et blanc - 35 mm - 1,37:1 - Son : Mono (Western Electric Sound System)
- Pays d'origine : États-Unis
- Genre : Drame
- Durée : 103 minutes
- Date de sortie :
  - États-Unis : 28 août 1936

## Distribution
- Joan Crawford : Margaret O'Neill Eaton
- Robert Taylor : Lt. Timberlake
- Lionel Barrymore : Andrew Jackson
- Franchot Tone : John Eaton
- Melvyn Douglas : John Randolph de Roanoke
- James Stewart : Roderick 'Rowdy' Dow
- Alison Skipworth : Mme Beall
- Beulah Bondi : Rachel Jackson
- Louis Calhern : Prof. Leroy Sunderland
- Melville Cooper : Cuthbert
- Sidney Toler : Daniel Webster
- Gene Lockhart : Major William O'Neal
- Clara Blandick : Louisa Abbott
- Frank Conroy : John Caldwell Calhoun
- Nydia Westman : Maybelle
- Willard Robertson : Samuel D. Ingham
- Charles Trowbridge : Martin Van Buren
- Ruby de Remer : Mme Bellamy
- Betty Blythe : Mme Wainwright
- Zeffie Tilbury : Mme Daniel Beall

Acteurs non crédités
- Edith Atwater : Lady Vaughn
- Phoebe Foster : Emily Donaldson
- Elsa Janssen : L'épouse du pasteur
- Sam McDaniel : Le majordome des Eaton
- Greta Meyer : Frau Oxenrider
- George Reed : Braxton
- Larry Steers : Membre du cabinet

## Autour du film
Le film relate l´Affaire Petticoat qui avait fait scandale à Washington D.C. durant les années 1830-1831.